# Ctimene hysginospila
Ctimene hysginospila är en fjärilsart som beskrevs av Louis Beethoven Prout 1916. Ctimene hysginospila ingår i släktet Ctimene och familjen mätare. Inga underarter finns listade i Catalogue of Life.